# Frédéric Bruly Bouabré
Frédéric Bruly Bouabré, także Frédéric-Bruly Bouabré, Cheik Nadro (ur. 1923 w Zépréguhé, zm. 28 stycznia 2014 w Abidżanie) – iworyjski rysownik i mistyk, autor sylabicznego systemu pisma dla języka bété.

## Życiorys
Frédéric Bruly Bouabré urodził się w 1923 roku w wiosce Zépréguhé, w departamencie Daloa Wybrzeża Kości Słoniowej. Wychował się w kulturze Kru, w grupie etnicznej Bété. Pochodził z pierwszego pokolenia rdzennych Iworyjczyków, którzy nauczyli się pisać dzięki formalnej edukacji. Pracował w administracji państwowej do 11 marca 1948 roku, gdy w wizji objawiła mu się Matka-Słońce otoczona siedmioma mniejszymi ciałami niebieskimi. Pod wpływem tego doświadczenia uznał, że jego misją powinno być wykorzystanie swojego talentu artystycznego do zachowania i upowszechniania lokalnej kultury. Na znak tego duchowego odrodzenia Bouabré przyjął nowe imię: Cheik Nadro, czyli „ten, który nie zapomina”.
Około 1956 roku Bouabré stworzył sylabariusz języka bété. Liczy on 401 znaków, wliczając znaki przestankowe, i zapisywany jest z lewej do prawej. Inspiracją dla tego systemu zapisu, którego najmniejszą jednostką są sylaby, były specjalne kamyki używane w dziecięcych grach i przy wróżeniu, które Bouabré zinterpretował jako rodzaj zapisu. Artysta uważał, że dzięki pismu odzwierciedlającemu lokalny język, rdzennym mieszkańcom będzie łatwiej uczyć się i zdobywać wiedzę.
W późniejszych cyklach prac Bouabré połączył proste rysunki z francuskimi opisami i systemem pisma bété. Rysował kredkami i ołówkiem na papierze. Prace są często prostokątne, o małych wymiarach, z figuratywnym, uproszczonym rysunkiem na środku otoczonym swoistą ramą z tekstu, czym przypominają afrykańskie ideogramy. Bouabré wierzył, że dzięki zwykłej, znajomej technice wykonania i posługiwaniu się czytelnym językiem wizualnym symboli, jego prace będą zrozumiałe dla szerokiego grona odbiorców.
Bouabré zdobył uznanie za granicą w latach 80. i 90. Pierwszą znaczącą międzynarodową wystawą, w której wziął udział, była Magiciens de la Terre w Paryżu (1989), dzięki której szereg afrykańskich artystów zdobyło rozgłos na skalę światową. Prace Bouabré zostały później pokazane w innych miastach Europy, a także w Japonii, Meksyku i Stanach Zjednoczonych. Obok Christiana Lattiera i Ouattary Wattsa był jednym z trzech iworyjskich artystów, których prace pokazano podczas podróżującej wystawy zbiorowej The Short Century: Independence and Liberation Movements in Africa, 1945–1994, prezentowanej w Museum of Modern Art w Nowym Jorku (2002), a także muzeach w Monachium, Berlinie i Chicago. Jego prace zaprezentowano także na Biennale w Wenecji w 2013 roku, zarówno w krajowym pawilonie Wybrzeża Kości Słoniowej, które po raz pierwszy pojawiło się w Wenecji, jak i w ramach międzynarodowej wystawy głównej.
Bouabré zmarł 28 stycznia 2014 roku w Abidżanie.